# Mittelhausbergen
Mittelhausbergen (tiếng Pháp: Mittelhausbergen, phát âm [mitəlawsbɛʁɡən]; tiếng Alsatia: Míttelhüsbàrje, /mɪd̥əlhysˈb̥aʁjə/; tiếng Đức: Mittelhausbergen) là một xã thuộc tỉnh Bas-Rhin trong vùng Grand Est đông bắc Pháp.